# 聖克萊爾縣 (伊利諾伊州)
聖克萊爾县（英語：St. Clair County）是美国伊利诺伊州西部的一個縣，西隔密西西比河與密蘇里州相望，面積1,746平方公里。根據2020年美國人口普查，共有人口25萬7,400人。縣治貝爾維爾（Belleville）。該縣成立於1790年4月1日，是該州最早成立的縣，縣名由美國獨立戰爭時期將領、西北領地總督阿瑟·聖克萊爾（Arthur St. Clair）以自己的名字命名。